# Râul Cheia de sub Grind
Râul Cheia de sub Grind este un curs de apă, afluent al râului Valea Brusturetului. 